# Oxyfluorfen
Oxyfluorfen (ISO-naam) is een selectief herbicide, dat kan gebruikt worden tegen bedektzadige planten en grassen bij de teelt van onder andere rijst, katoen, druivelaars, pindanoten, groenten, fruit en sierplanten, en ook voor onkruidbestrijding op opritten en soortgelijke oppervlakken.
Oxyfluorfen behoort tot de nitrofenylethers, zoals ook onder meer nitrofeen. Het werd rond 1979 door Rohm & Haas geïntroduceerd. Merknamen zijn Goal (Rohm & Haas) en Galigan (Makhteshim Agan).

## Regelgeving
In de Europese Unie is oxyfluorfen niet opgenomen in de bijlage I bij Richtlijn 91/414/EEG (lijst van stoffen die de lidstaten kunnen toelaten), omdat de aanvraag voor opname vrijwillig werd ingetrokken. Bestaande toelatingen voor het product moesten tegen eind 2010 zijn ingetrokken, maar de lidstaten konden toelaten dat bestaande voorraden werden gebruikt tot 31 december 2011. In België zijn geen producten met oxyfluorfen geregistreerd.

## Toxicologie en veiligheid
Oxyfluorfen is een oranje tot bruin, hydrofoob poeder. Het is dus bijna onoplosbaar in water.
Oxyfluorfen is weinig toxisch bij orale of dermale blootstelling. Inademing van dampen kan irritatie veroorzaken van de neus, keel, huid en ogen. Het hydrofobe karakter van de stof geeft aan dat de stof in het vetweefsel van zoogdieren kan accumuleren. De bioconcentratiefactor van de stof is vrij hoog (rond de 1600).
Oxyfluorfen is zeer toxisch voor ongewervelde waterdieren, vissen en waterplanten.